# Exsudat végétal

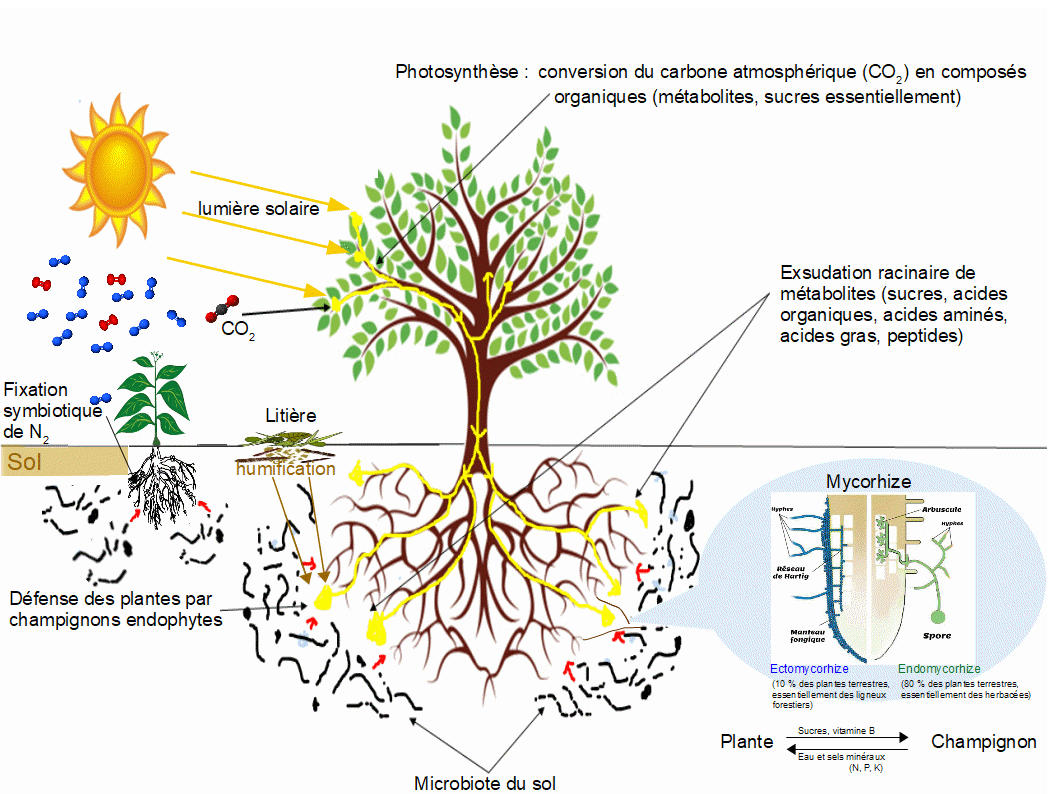
Le rôle du microbiote du sol est considérable et très varié : humification et minéralisation, mycorhization, fixation de l'azote atmosphérique, défense des plantes par champignons endophytes, exsudation racinaire de métabolites …

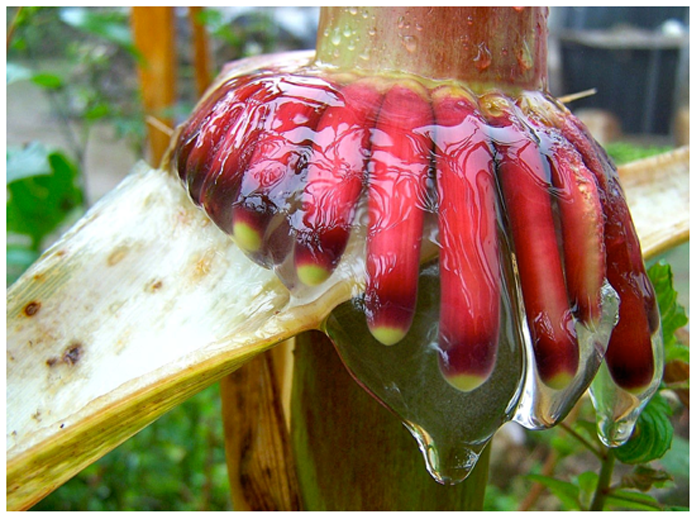
Une vieille variété de maïs, cultivée dans des régions montagneuses de la Sierra Mixe dans le sud du Mexique, possède des racine aériennes dont les exsudats mucilagineux favorisent le développement de bactéries diazotrophes qui permettent à la plante de tirer de 29 à 82 % de son azote de l'air ambiant grâce à cette association symbiotique (taux d'azote fixé que seules les Légumineuses peuvent atteindre).

Un exsudat végétal est une substance qui s'écoule à l'extérieur d'une plante. Les exsudats sont des substances organiques complexes, plus ou moins fluides, qui suintent de certaines espèces de plantes, généralement des arbres, atteintes de maladies ou de blessures, ou plus généralement des racines, dans le but de cicatriser la blessure et éviter l'infection par des bactéries et des insectes.
Les exsudats comprennent notamment les gommes, les résines, les latex, voire la sève. Les exsudats racinaires sont des produits de la rhizodéposition à action notamment télétoxique.
Les exsudats sont utilisés depuis très longtemps à diverses fins, notamment médicinales. Ils font partie des produits forestiers non ligneux (PFNL). 